# Bethelkerk (Westkapelle)
De Bethelkerk is een voormalige kazerne, omgebouwd tot Gereformeerd kerkgebouw, in de Zeeuwse plaats Westkapelle, gelegen aan de Noordstraat. In 2011 werd de kerk gesloten.

## Geschiedenis
Sinds 1846 was er een detachement marechaussees in Westkapelle gehuisvest. In 1870 werd een kazerne aan de Noordstraat in gebruik genomen. In 1902 verhuisde het detachement naar een nieuwe kazerne aan de Zuidstraat. In datzelfde jaar werd het gebouw door de Gereformeerde Kerk van Meliskerke aangekocht. Op 4 februari 1903 werd de Gereformeerde Kerk van Westkapelle geïnstitutioneerd en werd het gebouw officieel als kerk in gebruik genomen. In 1910 kwam de kerk, inclusief de kosterswoning, in bezit van de Westkappelse gemeente. In 1922 vond er een verbouwing plaats. 
Tijdens de Duitse bezetting werd het ook als schoolgebouw gebruikt, maar later werden er Duitse militairen gelegerd zodat de diensten in de Hervormde Kerk werden gehouden. Bij de oorlogshandelingen in 1944 werd een groot deel van Westkapelle verwoest, maar de schade aan de Bethelkerk viel mee, en het kon op 2 juni 1945 weer in gebruik genomen worden. In 1960 werd er een nieuwe consistorie aangebouwd. In 1969 werd de kerk verbouwd en uitgebreid met een galerij. De vernieuwde kerk werd op donderdag 12 februari 1970 weer in gebruik genomen. In 2004 gingen de Gereformeerde Kerk en de Hervormde Kerk van Westkapelle, als onderdeel van het landelijke Samen op Weg-proces, samen verder als de Protestantse Gemeente Westkapelle. In 2011 werd besloten om de Bethelkerk te sluiten en nog enkel diensten in de Moriakerk te houden. Op 9 oktober vond de laatste dienst plaats. In 2015 waren er plannen om de voormalige kerk te verbouwen als woonhuis.

## Orgel
In 1959 werd er een orgel van de firma Leeflang in de kerk geplaatst, ter vervanging van een harmonium. In 1970 werd het orgel verplaatst naar de nieuwe galerij. In 1990 werd het orgel gerenoveerd door de firma A. Nijsse & Zn. Nadat het kerkgebouw werd gesloten in 2011, werd het orgel verplaatst naar de Moriakerk.